# استان پورتو د مهیونس
استان پورتو د مهیونس (به اسپانیایی: Provincia de Mejillones) یکی از استان‌های بولیوی در بولیوی است که در شهرستان اورورو واقع شده‌است. استان پورتو د مهیونس ۷۵۹ کیلومتر مربع مساحت و ۱٬۱۳۰ نفر جمعیت دارد.